# Irisbus Ares
Irisbus Ares (též Renault Ares) je model meziměstského linkového autobusu z dílny společnosti Renault, který byl pro Českou republiku vyráběn v Karose Vysoké Mýto. Výroba Aresu probíhala v letech 2001 až 2006. Dopravci jej nejčastěji nasazují na střední a delší meziměstské linky, výjimečně i na kratší tratě příměstské. V současnosti se již Ares nevyrábí. Z podvozku Aresu vychází řada Irisbus Arway/Irisbus Crossway, která nahradila jak francouzský Ares, tak české autobusy řady 900. 

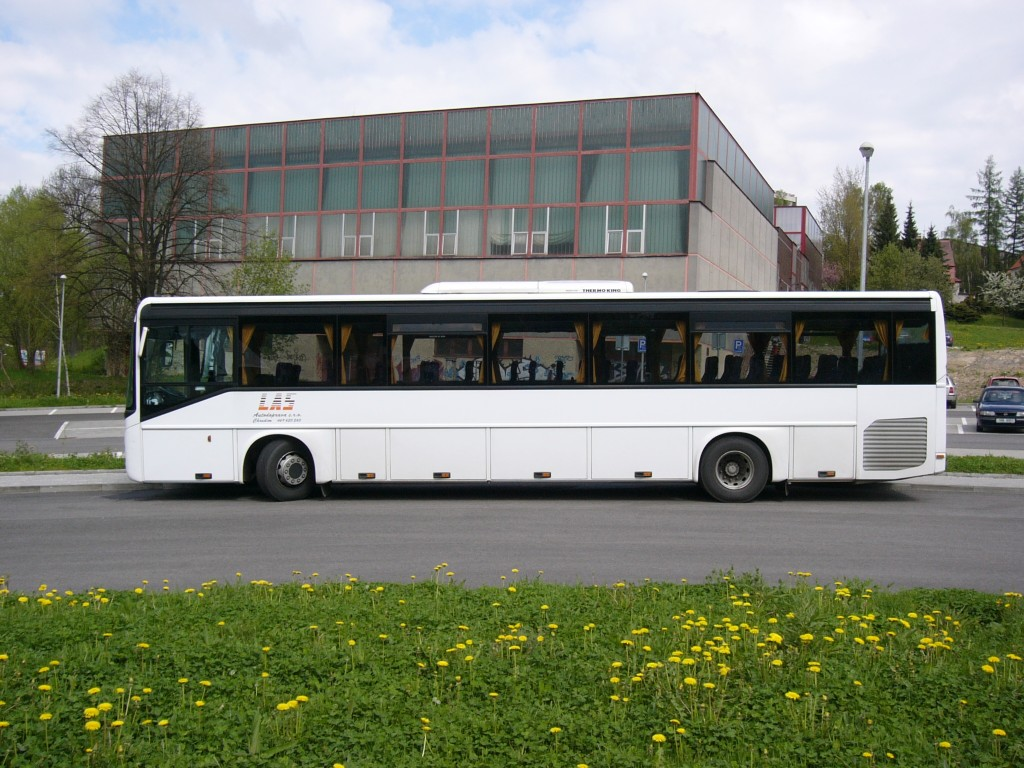
Ares 12,8M před sportovní halou TUL v Liberci

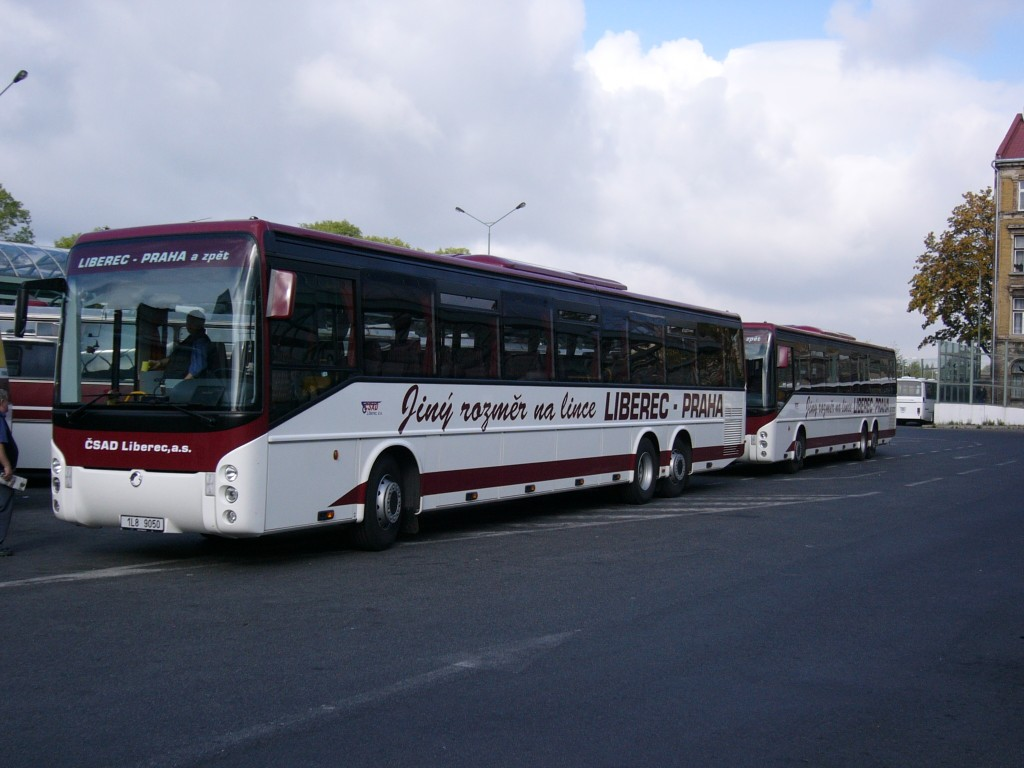
Dva Irisbusy Ares 15M patřící ČSAD Liberec

## Konstrukce
Vůz Ares byl dodáván ve čtyřech délkových verzích, a to 10,6 m, 12 m, 12,8 m a 15 metrů (označení 10,6M, 12M, 12,8M a 15M). První tři varianty jsou klasické dvounápravové autobusy, nejdelší verze 15M je třínápravová se střední hnací nápravou. Motor a převodovka se nacházejí v zadní části vozu. Pod podlahou, mezi nápravami, je umístěn zavazadlový prostor o objemu 7,1 m³ (u verze 15M). Sedačky jsou rozmístěny 2+2. Vstup do autobusu zajišťují dvoje výklopné dveře (první jsou umístěny před přední nápravou a jsou jednokřídlé, druhé, před druhou nápravou, se liší podle délkové verze – 10,6M, 12M a 12,8M může mít tyto dveře jednokřídlé i dvoukřídlé (podle šířky), u 15M jsou pouze dvoukřídlé).
Cestujícím poskytuje Ares vysoké, nesklopné a vypolstrované sedačky. Na předních sedadlech mohou také využít bezpečnostní pásy. Dle požadavku je vůz vybaven buď pouze topením nebo klimatizací, uvnitř vozu je umístěn kávovar, na přání zákazníka také televizor a video či DVD přehrávač. Řidiči nabízí Ares vyhřívané sedadlo s trojbodovým bezpečnostním pásem.

## Výroba a provoz
Výroba autobusů Ares probíhala v letech 2001 až 2006, kdy byl nahrazen typem Crossway. O verzi 12M nebyl v Česku příliš velký zájem, naopak ve Francii to byla úspěšná varianta. 15metrový Ares byl prvním autobusem své délky, který byl v Karose vyráběn a zároveň prvním meziměstským autobusem své délky, který byl schválen pro provoz v Evropě.